# Березина
Березина́ (бел. Бярэ́зіна) — река в Беларуси, правый приток Днепра. Самая длинная река, которая на всём своём течении расположена в Беларуси.

## Общие сведения

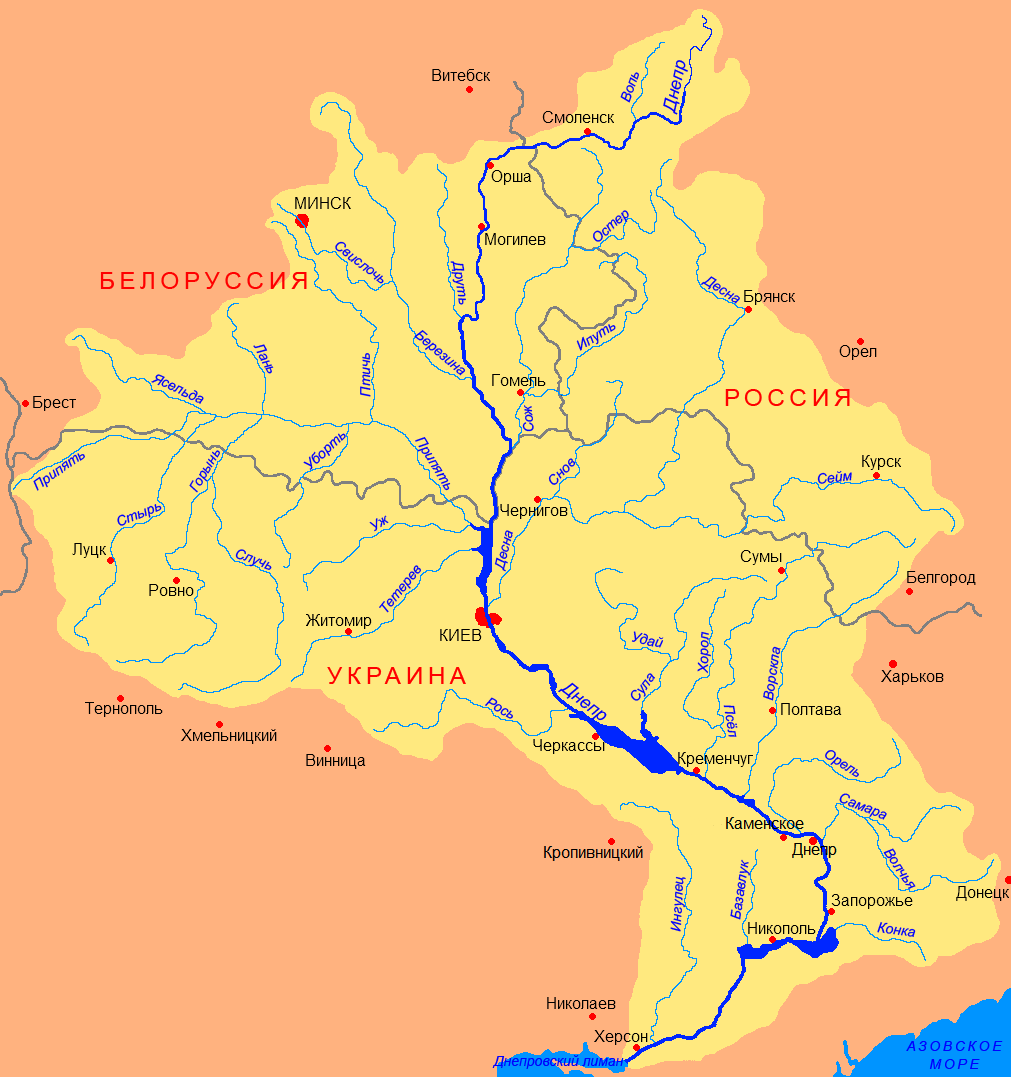
Бассейн Днепра

Длина реки — 561 км, площадь бассейна — 24 500 км². Березина берёт начало в болотистой местности севернее Минской возвышенности, в Березинском заповеднике, в 1 км к юго-западу от города Докшицы. Исток находится на водоразделе Чёрного и Балтийского морей, рядом с истоком Березины берут начало верхние притоки реки Сервечь бассейна реки Неман и Аржаницы бассейна реки Западная Двина (точка тройного водораздела находится примерно в 4 км к западу от станции Крулевщина на безымянной высоте между высотами 199,0 и 190,7). В верхнем течении Березина проходит через озёра Медзозол и Палик. Протекает в южном направлении по Центральноберезинской равнине, впадает в Днепр около деревни Береговая Слобода Речицкого района.
Средний годовой расход воды в устье 145 м³/сек. Основные притоки: Сергуч, Бобр, Клева, Ольса, Ола, Сха — левые; Поня, Уса, Гайна, Свислочь, Жорновка, Уша — правые. На Березине расположены города Докшицы, Борисов, Березино, Бобруйск и Светлогорск, деревни Александровка, Береговая Слобода и др.

## Этимология

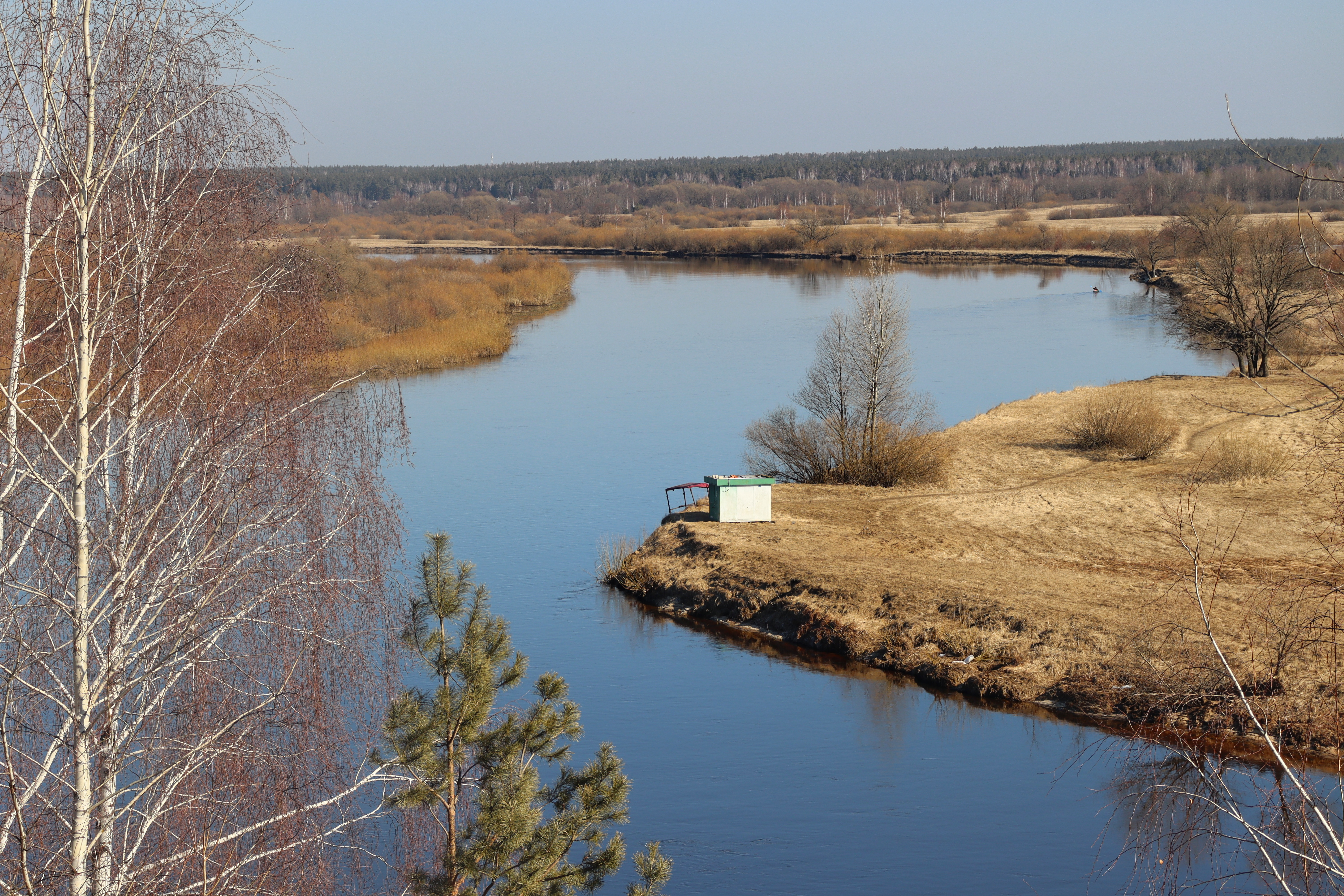
Вид с взгорка на реку Березина в Бобруйске

Распространённое объяснение названия от русского берёза вызывает сомнения: в этом случае следовало бы ожидать применения суффикса -ов: Берёзовая, Берёзовка, Берёзовица и т. п. Более вероятно происхождение от балтийско-литовского berzas «берёза»; производные от этой основы образуются с суффиксом -in-: beržinis «берёзовый», beržynė «березняк», beržynas «берёзовый лес» и т. п.; этот же суффикс и в других аналогичных балтийских названиях этого региона. Начиная с XVI века, высказываются предположения о возможной связи названия Березина с древнегреческим названием Днепра Борисфен. Споры возникают главным образом о том, какое из этих двух названий первично. Академик Б. А. Рыбаков считает, что древнее название Борисфен сохранилось в названии Березина. Название Борисфен считают иранским по происхождению и объясняют как «широкое место» либо «высокое место». Однако это предположение, по выражению Фасмера, «висит в воздухе», поскольку «древние не имели точных сведений о верхнем и среднем течении Днепра». Косвенным доказательством этой версии может служить совпадение с названием острова Березань, находящегося недалеко от устья Днепра и имевшем второе название Борисфенида. Ю. В. Откупщиков, поддерживая связь с др.-греч. Βορυσθένης, предлагает другую этимологию и возводит название реки к балто-славянскому корню со значением «быстрый» (лит. burzdùs, праслав. *bъrzъ), давшему в русском языке слово борзый.

## Березина и французы
Историческую и мировую известность река Березина обрела в результате сражения на Березине 26—28 ноября 1812 года, во время которого отступающая французская армия была практически полностью уничтожена, спастись удалось лишь Наполеону со свитой и отряду в 9 тысяч штыков, из которых 4000 были его гвардейцами.
При переправе через Березину «Великая армия» Наполеона понесла огромные потери (около 50 000 человек) и прекратила своё существование как организованная сила. С этого момента топоним «Березина» во французском языке стал нарицательным и используется как синоним слов «катастрофа, трагедия, несчастье, бедствие».

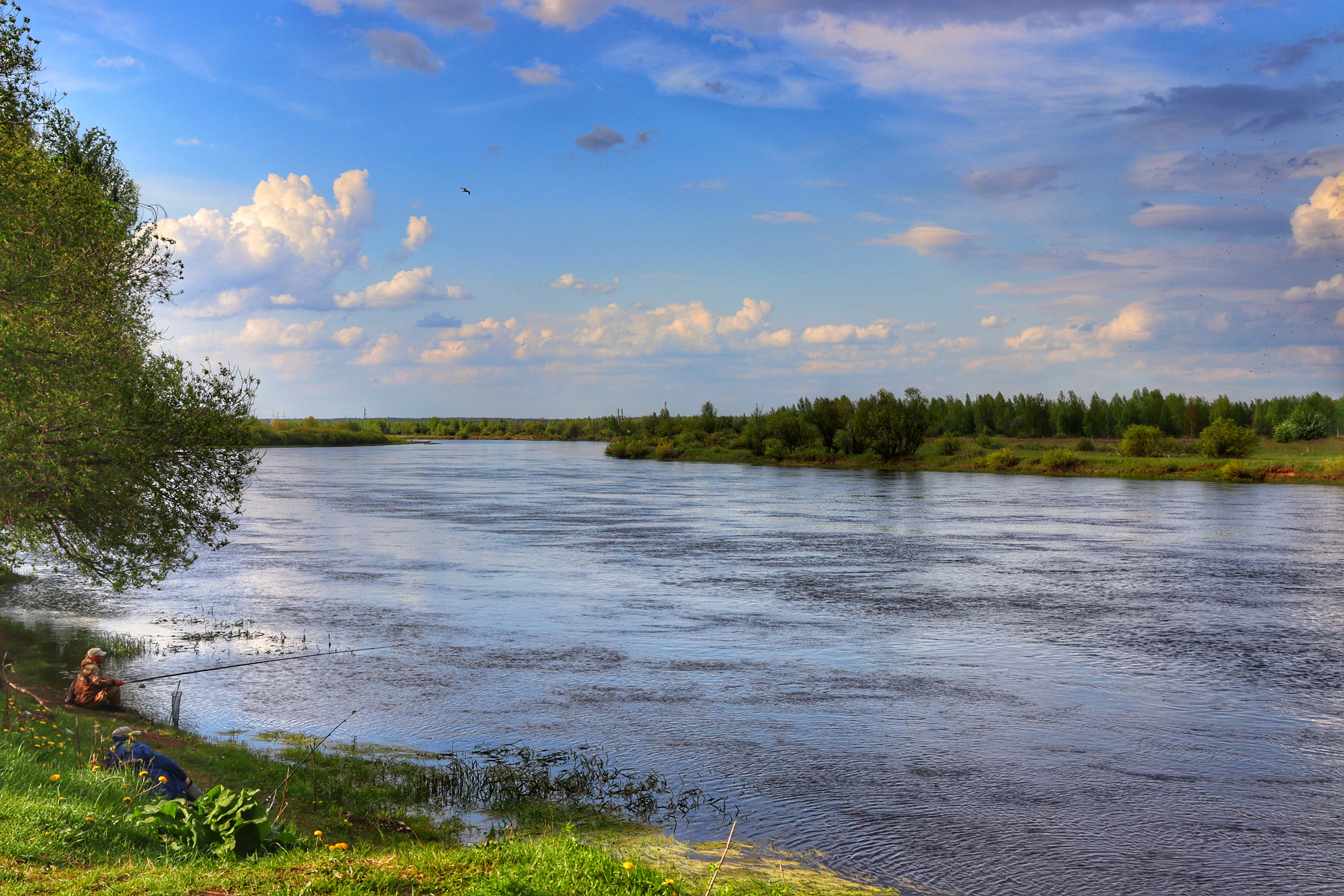
Река Березина. Бобруйск

Народная швейцарская «Песня о Березине» посвящена сражению при Березине, в котором погибла тысяча из 1300 швейцарских наёмников, оставшихся к этому моменту в живых из 8000, что сопровождали Наполеона во время его нашествия на Россию.
В единственном вышедшем альбоме французской актрисы и певицы Софи Марсо — Certitude (1985 год) присутствует песня «Bérésina».

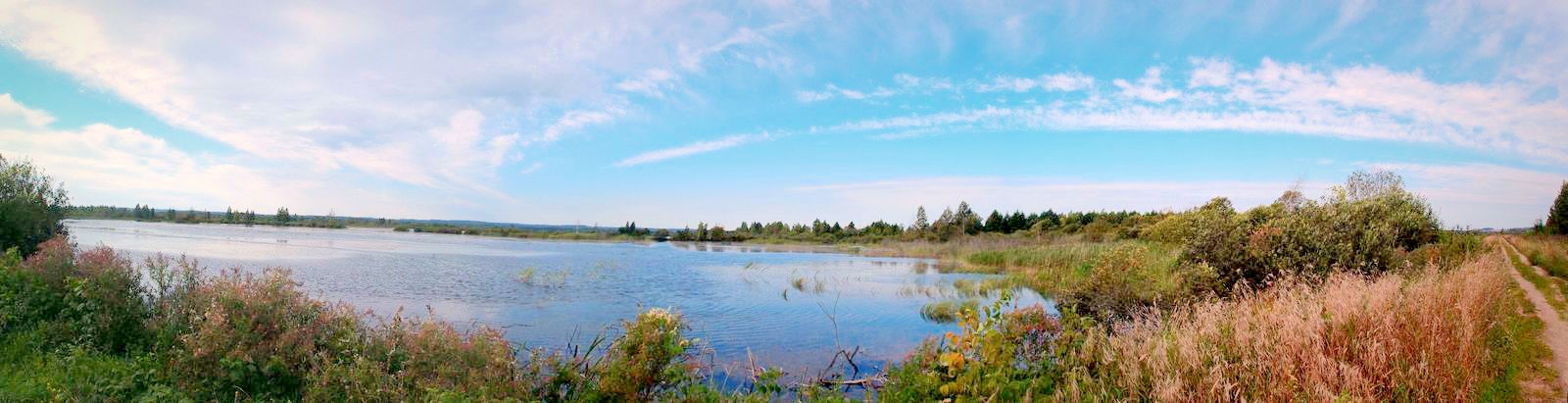
Разлив Березины